# Шаолинхэ
Шаолинхэ́ (кит. упр. 少陵河)— река в китайской провинции Хэйлунцзян, левый приток Сунгари. Длина реки — 212 км.

## Исторические названия
В исторических документах река встречается под названиями Шуайшуй (帅水, 率水), Шуашуй (刷水), Шолохэ (说罗河, 硕络河), Чолэхэ (绰勒河).

## География
Исток реки находится в уезде Мулань на горе Цинфэнлин, входящей в горную систему Малый Хинган. Обогнув гору с севера и запада, река течёт на юг и юго-запад, поворачивает на запад, после впадения справа реки Цюаньяньхэ круто поворачивает на юг, затем снова склоняется на юго-запад и, обогнув с севера и запада уезд Баянь, впадает в Сунгари.